# María de Lourdes Santiago
María de Lourdes Santiago Negrón (Adjuntas, 13 de noviembre de 1968) es una abogada y líder independentista puertorriqueña, actual vicepresidenta del Partido Independentista Puertorriqueño. En las elecciones generales de 2004 se convirtió en la primera mujer del PIP en ser electa al Senado de Puerto Rico. El 13 de diciembre de 2015 fue ratificada por su partido como candidata a la gobernación de Puerto Rico para las elecciones de 2016. En las elecciones generales del 2020 fue electa por tercera vez como Senadora por Acumulación y el 2 de enero de 2021 asumió el cargo por su tercer término no consecutivo.

## Biografía
Natural de Adjuntas, estudió en la escuela pública hasta su ingreso en 1986 en la Universidad de Puerto Rico, Recinto de Río Piedras, donde obtuvo un bachillerato en Humanidades con concentración en Drama y luego un grado en Derecho. Trabajó como oficial jurídico en el Tribunal de Apelaciones y ejerció brevemente la práctica privada. En el 1997 comenzó a desempeñarse como asesora del Representante Víctor García San Inocencio. Asumió la presidencia del Precinto 2 de San Juan, por el que compareció como candidata a la Cámara de Representantes en las elecciones del año 2000. Fue Secretaria Adjunta de Comunicaciones del Partido Independentista Puertorriqueño y ha representado al Partido en foros locales e internacionales. En el 1999 pasó a dirigir la oficina del senador Manuel Rodríguez Orellana y desempeñó igual trabajo bajo la incumbencia del senador Fernando Martín.
En 2001 fue vicepresidenta electa del Partido Independentista Puertorriqueño. En el año 2002 dirigió a un grupo de desobediencia civil de mujeres que entró en la zona militar restringida de Vieques, hecho por el cual fueron condenadas a un mes de cárcel. En 2004 se convirtió en la primera mujer legisladora independentista electa al Senado de Puerto Rico. Como legisladora trabajó con especial intensidad los temas de adicciones, salud mental, ambiente, economía, asuntos de género y estatus político.
En las Elecciones Generales del 6 de noviembre de 2012 logró recuperar el escaño del Partido Independentista Puertorriqueño en el Senado, llegando al cuarto lugar entre todos los Senadores por Acumulación y siendo la mujer con más votos en ese cuerpo legislativo. En el 2015 fue ratificada en el Centro de Bellas Artes de Caguas como candidata a la gobernación de Puerto Rico por el PIP, junto con sus compañeros Hugo Rodríguez Díaz como comisionado residente en Washington D. C., Denis Márquez Lebrón como aspirante a la Cámara de Representantes por acumulación y Juan Dalmau al Senado por acumulación.

## Historial electoral
| Año  | Cargo                             | Tipo      | Partido | Partido | Votos   | %     | Posición | Resultado |
| ---- | --------------------------------- | --------- | ------- | ------- | ------- | ----- | -------- | --------- |
| 2034 | Representante por el 2.º distrito | Generales |         | PIP     | 3,161   | 8.1   | 3.ª      | Derrotada |
| 2004 | Senadora por acumulación          | Generales |         | PIP     | 178,541 | 9.4   | 1.ª      | Electa    |
| 2008 | Senadora por acumulación          | Generales |         | PIP     | 90,171  | 4.8   | 13.ª     | Derrotada |
| 2012 | Senadora por acumulación          | Generales |         | PIP     | 138,167 | 7.7   | 4.ª      | Electa    |
| 2016 | Gobernadora                       | Generales |         | PIP     | 33,729  | 2.13  | 5.ª      | Derrotada |
| 2020 | Senadora por acumulación          | Generales |         | PIP     | 136,679 | 11.29 | 1.ª      | Electa    |
| 2024 | Senadora por acumulación          | Generales |         | PIP     |         |       |          |           |